# Daniela Frey
Daniela Frey (Lebensdaten unbekannt) ist eine ehemalige deutsche Fußballspielerin. 

## Karriere
Frey gehörte dem KBC Duisburg als Abwehrspielerin an, mit dem sie zwei deutsche Titel gewann.
Im Mai 1983 gewann sie im Stadion am Bornheimer Hang in Frankfurt am Main durch einen 3:0-Sieg über den FSV Frankfurt den DFB-Pokal. Ihr zweites DFB-Pokal-Finale bestritt sie zwei Jahre später im Berliner Olympiastadion erneut gegen den FSV Frankfurt, der diesmal die Begegnung mit 4:3 im Elfmeterschießen für sich entschied. In der nationalen Meisterschaft, stand sie am 30. Juni 1985 im Stadion an der Westender Straße gegen den FC Bayern München ebenfalls im Finale, das durch ein Tor von Anja Klinkowski in der 76. Minute mit 1:0 gewonnen wurde.

## Erfolge
- Deutscher Meister 1985
- DFB-Pokal-Sieger 1983, -Finalist 1985